# バシ
バシ（basi）はフィリピンの醸造酒。サトウキビを原料とするが、ラム酒のような蒸留は行わない。地域によっては、樹皮を加えるというユニークな製法を取る。

## 概要
バシは、ルソン島北部でイロカノ族によって作られ、特にラウニオン州のナギリアンなどが産地として有名である。17世紀初頭には既に存在し、イロカノ族の結婚式や祭にはなくてはならないと現代でも言われている。

## 製法
サトウキビをローラーで搾汁し、軽く濃縮させてから容量80Lほどの土器の壺に入れる。樹皮を加える場合は、ここでサマック、ドゥハット、タンガルなどの樹皮を入れる。これに餅麹のブボットと板状の米飯（約4.5kg）を加え、1週間ほど発酵させる。発泡が止まったら蓋をし、灰と粘土で封をして1ヶ月ほどかけて熟成させ、最終的にアルコール度数は8 - 10%になる。1年間かけて熟成させるケースもある。
樹皮の添加の有無は地域などによって異なるが、樹皮を加えると熱帯のフィリピンでも醸造中に変敗せず発酵がスムーズに進行する事が経験的に知られている。タンガルなどの樹皮には多量のポリフェノール成分が含まれており、これが変敗の原因となる乳酸菌や酢酸菌の生育を阻害するためと見られる。1年以上の長期熟成が可能なのも、この効果による。これに加えて、樹皮によって酵母の生育を促進するものもある。また、樹皮を加えると赤褐色を呈するほか、清澄度が高まるといった効果もある。
バシに樹皮を加えると、ポリフェノールが1.2g/Lほど溶出して渋味が加わる。バシは甘味が非常に強いため、この渋味の存在によって飲みやすくなる。なお、樹皮を加えない場合は飲む際に牛の胆汁や豚のレバーを加え、苦味を付ける事もある。